# Челзо Гаргия
Челзо Гаргия или Челзо Гарджия (итал. Celso Gargia) — итальянский монах-августинец, выдуманный австрийским писателем Робертом Грюном. Якобы Челзо Гаргия жил и читал проповеди в Панаме, описал завоевание империи инков и гражданские войны в Перу середины XVI века, когда находился на службе Испанской Короны. Мистификацию разоблачили в 2023 году.

## Биография
По книге Роберта Грюна о его жизни ничего не известно. Само имя можно было связать с латинским мужским именем Цельсус (Celsus), означающим «тот, кто возвышается», «высокий». День святого Цельсия (ребёнок-мученик) приходится на 9 января, 28 июля и 10 мая; святого Цельсия, мученика — 21 ноября, а святого Цельсия, епископа — 1 апреля. Так как фамилия Gargia — это неправильное диалектное сицилийское произношение слова Gabbia (корзина или марс на мачте), то Челзо Гаргия мог быть родом из Сицилии, входившей во владения Испании в середине XVI века.
Как пишет историк Кристиан Йостманн, «имя „Celso Gargia“ не звучит по-испански, но не стоит удивляться»: он выдуман. Человек по имени Celso García реально существовал, даже был монахом-августинцем и писал про Перу, но родился в 1884 году и выпустил книжку для детей «Писарро, или История исследования Перу» в 1923 году.
Рукопись Челзо Гаргия была якобы найдена в архиве города Симанкас, Испания, и затем издана на немецком языке в 1973 году.

## Произведение
Рукопись из книги Грюна обрывается на повествовании о 1550 годе, из чего можно было сделать вывод, что написана она после этого. Содержит выглядящие довольно точными многочисленные сведения о походе Франсиско Писарро, данные о выкупе Атауальпы в сумме и по лицам, получившим выкуп. Как считает А. Скромницкий, по тексту «можно было судить о хорошей осведомленности этого историка, явно имевшего в своём распоряжении различные документы, из которых он черпал сведения, и фактически не упоминаемые другими историками, сами же источники автор не указывает».
Историк Теодор Киссель хвалил неизменное новое издание «Завоевания Перу» от 2015 года, дополненное лишь послесловием, в Spektrum der Wissenschaft как «чрезвычайно читаемую книгу», в которой трое очевидцев событий, в том числе Челзо Гаргия, высказывают мысли в «личных дневниках». Роланд Бернхард в 2013 году писал, что авторы немецкого учебника «Zeit für Geschichte» не подвергали сомнению «исходную ценность» дневника Челзо Гаргия.

## Сообщение о мистификации
В апреле 2023 года учёные Андреас Хиршхойзер и Андреас Рот заявили, что дневник Челзо Гаргия о завоевании Перу был чистым вымыслом. Предполагаемой «рукописи Симанкаса», которую Грюн привел в качестве источника в «редакционном примечании», не существует, равно как и хрониста по имени Челзо Гаргия. Происхождение «дневника», подробно изложенного Грюном, было «ложью от начала до конца», его нельзя обнаружить ни в одном из упомянутых архивов. При написании фальшивки Грюн мог использовать, в первую очередь, историю завоевания Перу от американского историка Уильяма Хиклинга Прескотта (доступна в немецком переводе с 1848 года). Грюн сфабриковал множество цитат, которые приписал придуманному Челзо Гаргия.